# マクシミリアン・ル・メール
マクシミリアン・ル・メール（Maximiliaan le Maire、1606年2月28日 アムステルダム - 1654年頃 バタヴィア）は、最後の平戸オランダ東インド会社の商館長（1641年2月 - 5月）であり、初代の出島オランダ商館長（同年5月 - 10月）である。1643年から1644年まで台湾の行政長官を務めている。
父のイサック・ル・メール（Isaac le Maire）は、1602年に東インド会社が設立されたときの設立者の一人である。マクシミリアン・ル・メールは成年に達したのが12人とも13人とも言われる子供の一人であった 。探検家でありホーン岬を回るジャワへの新航路を発見したヤコブ・ル・メール（Jacob le Maire）は兄に当たる。ルメールはオランダ北部のエフモン・アーン・デン・フーフ（Egmond aan den Hoef）で成長した。
東インド会社に1630年ころ入社し、インドのマラバール、モザンビークで勤務した後、上級商務員として1640年7月4日に平戸に着任した。同年12月14日、商館の評議会から商館長フランソワ・カロンの後任としてル・メールが指名され、翌1641年2月10日にカロンから商館長の権限を引き継いだ。
カロンは商館を出島に移すことを承諾していたが、ル・メールは6月10日に出島に入った。ポルトガル人の追放から2年間出島は空家となっていたが、建物状況など満足すべきものではなかった。また、ポルトガル人は出島を建設した25人の商人たちに年間銀80貫目を支払っていたが、ル・メールは4ヶ月の交渉の結果、銀55貫目にまけさせている。
商館の出島移設に先立つ1641年5月11日、ル・メールは江戸に参府し、老中酒井忠清らに拝謁したが、この際に「ポルトガル人の情報を提供しなければ日本への渡航を禁止する」と告げられた。この命令に従って毎年作製されたのがオランダ風説書である。
その後台湾行政長官となり、干拓地に彼の名前がつけられた。帰国後、1647年にハーグで再婚した。数年間アムステルダムに住んだ後、1650年に妻とともにバタヴィアに移った。その数年後に死亡したが、正確な死亡日と死亡場所はわかっていない。

## 参考
- C. R. Boxer, Charles Ralph, ed. (1935). A True Description of the Mighty Kingdoms of Japan & Siam. London: Argonaut Press. OCLC 63391186

| 先代 フランソワ・カロン | オランダ商館長（第9代） 1641年2月14日 - 1641年10月30日 | 次代 ヤン・ファン・エルセラック |